# Pleasant Hill (Tennessee)
Pleasant Hill – miasto w Stanach Zjednoczonych, w stanie Tennessee, w hrabstwie Cumberland.